# Sericoda quadripunctata
Sericoda quadripunctata vrsta je kornjaša iz porodice trčaka (lat. Carabidae). Prirodna staništa nalaze joj se diljem Europe, sjeverne Azije (osim Kine) i Sjeverne Amerike.
Ova je vrsta kukca pirofilna te ju se pronalazi u izobilju na mjestima koja su nedavno pretrpjela požar. Jajašca S. quadripunctate imaju veće izglede za preživljavanje u zemlji koja je nedavno toplinski sterilizirana, većinom zbog manjeg broja beskralježnjačkih predatora koji obitavaju u zemlji.
U Hrvatskoj je prvi puta pronađena 2009. godine na južnovelebitskom području od Velikog Rujna do vrha Stražbenice.